# Ludwigslust díszpolgárainak listája
Ludwigslust 1876 óta tíz személyt tüntetett ki díszpolgári címmel.

## Díszpolgárok
Időrendi sorrendben:
1. Ludwig Heinrich Martin Daneel
- Templomi tanács tagja
- Adományozás: 1895. november 7.
- A kitüntetést 40. szolgálati évének jubilleumi alkalmából kapta.

2. Otto Kaysel
- Ügyvéd, városi önkormányzati képviselő, író
- Adományozás: 1920. július 1.
- Kaysel sokáig szolgált a városi tanácsban. Nyugalomba vonulásakor kapta meg a díszpolgári kitüntetést.

3. Otto Jantzen
- Polgármester
- Adományozás: 1921. február 15.
- 1891-től 1921-ig ő volt a város polgármestere. Távozásakor ítélték oda munkásságáért a címet.

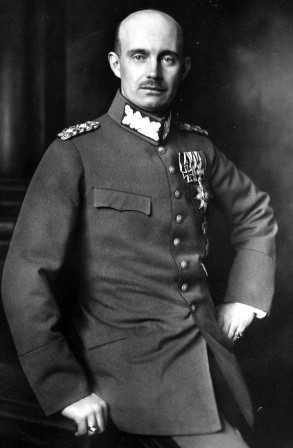
IV. Frigyes Ferenc nagyherceg

4. IV. Frigyes Ferenc nagyherceg (* 1882. április 9., Palermo; † 1945. november 17., Flensburg
- Mecklenburg–schwerini nagyherceg
- Adományozás: 1929. június 7.
- Alexandra nagyhercegné és az ő ezüstlakodalmának alkalmából

5. Hermann Schuldt
- Volt területi képviselő, a Ludwigslusti SED alapító tagja
- Adományozás: 1966. augusztus 16.
- A kitüntetést a SED alapításának 20. évfordulóján kapta.

6. Meta Malikowski
- Polgármester asszony
- Adományozás: 1966. augusztus 31.
- 1950 és 1954 között a város polgármestere volt. 80. születésnapja alkalmából kapta meg a díszpolgárságot.

7. Sofija Jewstignejew
- Orvosnő

8. Nikolai Jewstignejew
- A Vörös Hadsereghez tartozott
- Adományozás: 1976. november 11.
- Mindketten (Sofija Jewstignejewvel) a második világháború után, 1945-ben jöttek Ludwigslustba. A német-szovjet barátságban játszott szerepükért tüntették ki őket.

9. Bruno Theek (* 1891. május 20., Berlin-Wedding; † 1990. március 22., Ludwigslust)
- Lelkész, a Rostocki Egyetem lektora
- Adományozás: 1986. május 20.
- 1945-ben ő volt az első háború utáni polgármester.

10. Leonhard Linton (* 1922. január 1., Jokohama; † 2005. január 18., Point Lookout, New York
- Az USA hadseregének szakaszvezetője
- Adományozás: 2000. május 3.
- Meghatározó személy volt a ludwigslusti civil közigazgatás újjáépítésével, és Wöbbelini koncentrációs tábor áldozataival való gondoskodásával. 1990 után támogatta a wöbbelini emlékmű munkálatait. A város a kitüntetésével emlékezett meg a nemzetiszocializmus alól való felszabadulás 55. évfordulóján.

## Fordítás
- Ez a szócikk részben vagy egészben  a   Liste der Ehrenbürger von Ludwigslust című német Wikipédia-szócikk fordításán alapul.  Az eredeti cikk szerkesztőit annak laptörténete sorolja fel. Ez a jelzés csupán a megfogalmazás eredetét és a szerzői jogokat jelzi, nem szolgál a cikkben szereplő információk forrásmegjelöléseként.